# Aldehuela de la Vega
Aldehuela de la Vega, también denominada Aldehuela de Cuéllar fue una localidad de la provincia de Segovia, perteneciente en la actualidad al municipio de Frumales, en la actual comunidad autónoma de Castilla y León. Perteneció a la Comunidad de Villa y Tierra de Cuéllar, estando encuadrado dentro del Sexmo de Hontalbilla, y al Partido judicial de Cuéllar.

## Historia
Estaba situado entre Frumales y Dehesa Mayor, en la margen izquierdo del río Cerquilla. Su término municipal lindaba al Norte y Este con Moraleja de Cuéllar y Lovingos; al sur con Frumales y al oeste con Dehesa Mayor.
En 1797 tenía 26 casas útiles habitadas, y una arruinada, en 1828 según el Diccionario geográfico-estadístico de España y Portugal de Sebastián Miñano contaba con 15 vecinos, 56 habitantes y una parroquia. En 1845 únicamente disponía de 10 casas, todas en malas condiciones. Fue la última localidad de la Comunidad de Villa y Tierra de Cuéllar en despoblarse de la importante lista de despoblados. Tuvo su final en el año 1864, cuando unió su concejo al de Frumales.
Como vestigios de la localidad se conservan un molino junto al río, restos de su caserío y una imagen mariana, conocida con el nombre de Virgen de la Aldehuela, que se venera en la iglesia de Nuestra Señora de la Asunción de Frumales, cuya fiesta se celebra el primer domingo del mes de mayo.